# Giorgio De Luca
Giorgio De Luca (Palermo, 19 giugno 1984) è un ex sollevatore italiano.

## Biografia
Nato nel 1984 a Palermo, gareggiava nella classe di peso dei pesi leggeri (69 kg).
Ha iniziato a praticare il sollevamento pesi a 9 anni.
A 24 anni ha partecipato ai Giochi olimpici di Pechino 2008, nei 69 kg, alzando 131 kg nello strappo, ma non riuscendo a portare a termine nessuno dei 3 tentativi di slancio a 160 kg.